# Brug 157
Brug 157 was een bouwkundig kunstwerk in Amsterdam-Centrum.

## Functie
Alhoewel genummerd als brug was het een tunnel. De tunnel, naar ontwerp van Dick Slebos van de Dienst der Publieke Werken werd vanaf 1967 voor een bedrag van 30 miljoen gulden aangelegd om een doorgaande verbinding te krijgen tussen de Weesperstraat en de Valkenburgerstraat. Het bovenliggende Jonas Daniël Meijerplein en Mr. Visserplein zouden door deze verbinding ontlast worden van overmatig autoverkeer gaande naar en komende van de IJtunnel. Het is een broertje van brug 158, die alleen bestemd was voor voetgangers, maar aangelegd met hetzelfde doel; gescheiden verkeersstromen op genoemd plein.

## Bijnaam
Het tunneltje en bijbehorende voetgangersbrug stonden in de volksmond een tijd lang bekend als de Gierput, naar directeur Ton de Gier van de Dienst der Publieke Werken, die verantwoordelijk was voor de aanleg van het complex.

## Ondergang
Nieuwe inzichten in de verkeersstromen, neerkomend op de wens minder auto’s in de stad te hebben werd deze snelwegroute geblokkeerd en bij een herinrichting van het knooppunt Mr. Visserplein verdween brug 157 onder het zand of werd deels afgebroken. Er is alleen ondergronds nog iets van terug te vinden; bovengronds is er niets meer terug te vinden.
<<< · 100 · 101 · 102 · 103 ·  105 · 106 · 107 · 108 · 109 ·  110 · 111 · 112 · 113 · 114 · 115 · 116 · 117 · 118 · 119 · 120 · 121 · 122 · 123 · 124 · 125 · 126 · 127 · 128 · 129 · 130 · 131 · 132 · 135 · 136 · 137 · 138 · 139 · 140 · 141 · 142 · 143 · 144 · 145 · 146 · 147 · 148 · 149 ·  150 · 151 · 152 · 155 · 156 · 159 · 160 · 161 · 162 · 163 · 164 · 165 · 166 · 167 · 168 · 169 ·  170 · 171 · 172 · 173 · 174 · 175 · 176 · 177 · 178 · 179 · 180 · 181 · 182 · 183 · 184 · 185 · 186 · 187 · 189 · 190 · 191 · 192 · 193 · 194 · 195 · 196 · 198 · 199 · >>>
Brugnummers 104, 133, 134, 153, 154, 157, 158, 188 en 197 zijn niet (meer) in gebruik.